# Ennenda
Ennenda är en ort i kommunen Glarus i kantonen Glarus i Schweiz. Den ligger vid floden Linth, cirka 1,5 kilometer sydost om Glarus. Orten har 2 695 invånare (2023).
Orten var före den 1 januari 2011 en egen kommun, men inkorporerades då tillsammans med Netstal och Riedern i kommunen Glarus.